# Mangaratiba
Mangaratiba, amtlich Município de Mangaratiba, ist eine brasilianische Gemeinde im Bundesstaat Rio de Janeiro und liegt an der Baía de Sepetiba, 85 km westlich der Hauptstadt an der Straße nach Santos. Die Bevölkerung wurde zum 1. Juli 2021 auf 45.941 Personen geschätzt, die Mangaratibanoer genannt werden. Die Fläche umfasst rund 367,6 km² (2021).

## Geographie
Die höchste Erhebung im Gemeindegebiet sind die Três Orelhas („Drei Ohren“) mit 1100 m. Zu dem reizvoll zwischen dem atlantischen Regenwald und der Sepetiba-Bucht an der Costa Verde („Grüne Küste“) gelegenen Gebiet gehören 34 Strände und auch rund 30 Inseln.

### Nachbargemeinden
Die Nachbargemeinden von Mangaratiba sind Angra dos Reis, Itaguaí und Rio Claro.

## Geschichte
1831, was als Jahr der Stadtgründung gilt, wurde der ehemalige Pfarrbezirk Freguesia de Nossa Senhora da Guia de Mangaratiba zur Vila de Nossa Senhora da Guia de Mangaratiba durch Ausgliederung von Gebietsteilen aus den Orten São Marcos, Angra dos Reis und Itaguaí. Mit Gesetz Nr. 2335 vom 27. Dezember 1929 wurde der Ort zum Município de Mangaratiba mit vollständigen Stadtrechten erhoben.

## Gemeindegliederung
Das Gemeindegebiet ist in die Distrikte Mangaratiba, Conceição de Jacareí, Itacuruçá, Muriqui, Serra do Piloto und Praia Grande unterteilt.

## Kommunalpolitik
Bei der Kommunawah 2020 wurde Alan Campos da Costa, genannt Alan Bombeiro, von den Progressistas (PP) für die Amtszeit von 2021 bi 2024 zum Stadtpräfekten gewählt. Er und sein stellvertretender Vizestadtpräfekt verloren jedoch bereits im Februar 2022 durch Aberkennung wieder ihre Ämter.

## Wirtschaft
Die Wirtschaft Mangaratibas wird vornehmlich von Handel, Bauwirtschaft, Landwirtschaft, Fischerei, und Tourismus bestimmt. Der Ort ist neben Angra dos Reis einer der beiden Hauptablegepunkte der Fähre zur Touristeninsel Ilha Grande. Der Hauptort der Insel Vila do Abraão ist rund 25 km entfernt und die Fähre beansprucht ca. 75 Minuten Fahrzeit.

## HafenPorto de Itaguai
Zur Gemeinde gehört auch der für Brasilien bedeutende Hafen Porto de Itaguai  in Bucht Baía de Sepetiba, wo im Jahr 2021 51,7 Millionen Tonnen an Gütern umgeschlagen wurden. Es sind dort mehrere Terminals angesiedelt für den Umschlag von Massengütern und Containern.
Von den 51,7 Mio. Tonnen entfielen 44,8 Millionen Tonnen auf Eisenerz, was 87 % des Gesamtumschlags entsprach, da es sich um den größten öffentlichen Hafen für Eisenerztransporte im Land handelt. Eines dieser Eisenerzterminals wird vom brasilianischen Bergbaukonzern Vale, das Guaíba Island Terminal (TIG), betrieben. Das Eisenerz stammt aus Minas Gerais und wird per Bahn transportiert. 
Neben Kohle- und Koksimporten gibt es auch ein erhebliches Volumen an umgeschlagenen Containern, sowohl im Langstrecken- als auch im Kabotageverkehr.